# Crotalus molossus estebanensis
Il Crotalus molossus estebanensis, conosciuto anche con il nome comune di serpente a sonagli dell'isola di San Estéban, è una sottospecie di crotalo velenoso, endemico nell'Isola di San Esteban, in Messico.

## Descrizione
Gli adulti di questo tipo di serpente a sonagli crescono fino ad una lunghezza massima fino ad ora misurata che si attesta sui 98.2 cm.

## Collocazione geografica
Il C. m. estebanensis è conosciuto soltanto nel proprio tipo nomenclaturale, ovvero "San Estéban Island, Gulf of California, Mexico"' (Isola di San Estéban, Golfo di California, Messico).

## Stato di conservazione
Il C. m. estebanensis è ritenuto un rettile a basso rischio d'estinzione dalla Red list dell'IUCN. Tale classificazione è essenzialmente dovuta alla grande distribuzione dell'animale nel territorio, dell'alto numero di esemplari, o a causa del fatto che si ritiene improbabile che questa sottospecie di crotalo si estingua così rapidamente da essere categorizzata diversamente.